# Svelle (orgel)
 For alternative betydninger, se Svelle. (Se også artikler, som begynder med Svelle)
Sveller på et orgel er lodrette plader af træ eller plastik der dækker for orgelpiberne. De kan drejes om den lodrette akse og derved regulere lydstyrken. Svellerne omtales som svellen, og man siger at "svellen er lukket" når pladerne står parallelt med orgelfacaden og dæmper maksimalt, mens "svellen er åben", når pladerne står  vinkelret på orgelfacaden. Svellerne kan dække hele facaden eller en del af orglet. I dette tilfælde taler man om et svelleværk, der betjenes af et særskilt manual. Svellen åbnes og lukkes med en pedal.
Historisk er svellen opstået som en forbedring af låger, der dækkede orgelfacaden i små kororgler. Kororglet blev senere bygget sammen med hovedorglet, men lågerne skulle stadig åbnes og lukkes manuelt. Denne udformning ses stadig på nogle historiske orgler som Raphaëlis-orglet i Roskilde Domkirke.